# عوفر ديكل
عوفر ديكل (1951-) هو مسؤول الشاباك ومفاوض إسرائيلي، ولد عام 1951 في مدينة القدس. حاصل على بكالوريوس العلوم في الكيمياء والفيزياء من الجامعة العبرية و درجة ليسانس الحقوق في القانون من جامعة بار إيلان. خريج لواء المظليين الإسرائيلي ومن المشاركين الكبار لسياسة التصفيات والاغتيالات، وكان أحد أكبر المؤيدين لاغتيال قادة حركة حماس وفي مقدمتهم الشيخ أحمد ياسين. عوفر أيضًا الرئيس التنفيذي ومالك لشركة أرجنتوم (Argentum) وهي شركة استشارات أمنية.

## سيرته
كان ديكل رئيسًا لقسم التدريب في جهاز الأمن الإسرائيلي (ISA) المعروف باسم الشين بيت عام 1995، وبعد اغتيال رابين عاد للعمل في جهاز الشاباك من عام 1996حتى عام 2000 كان ديكل رئيس القسم «غير العربي» في الشاباك، ثم مسؤولاً عن منطقة القدس المحتلة والضفة الغربية من عام 2000 حتى 2003 وكان صديق مقرب من رئيس بلدية القدس حينها إيهود أولمرت كانا يركضان ويتدربان في قاعة الشاباك الرياضية، وفي العام 2003 شغل منصب نائب رئيس الشاباك لمدة عامين وخلال هذا الوقت بلور سياسة الاغتيالات والتصفيات، وهو مَن صاغ موقف الشاباك من قضية فك الإرتباط عن غزة بقوله: «فك الارتباط جيدة للأمن، هذا جيد لليهود». وخسر رئاسة الجهاز لمصلحة يوفال ديسكين الذي دعمه آفي ديختر "رئيس الشاباك الأسبق" ورئيس الحكومة آنذاك أرييل شارون.
وخلال الأعوام 2006-2009 تسلم ملف الجنود الإسرائيلين المختطفين لدى حركة حماس لمحاولة إطلاق سراحهم
أب لثلاثة أبناء (أحدهم متدين) وجدّ لأربعة أحفاد يعيش في مدينة هرتسليا مع عائلته، وخدم ما يقارب ثلاثة عقود في أروقة الشاباك.